# 祇園神社 (神戸市兵庫区)

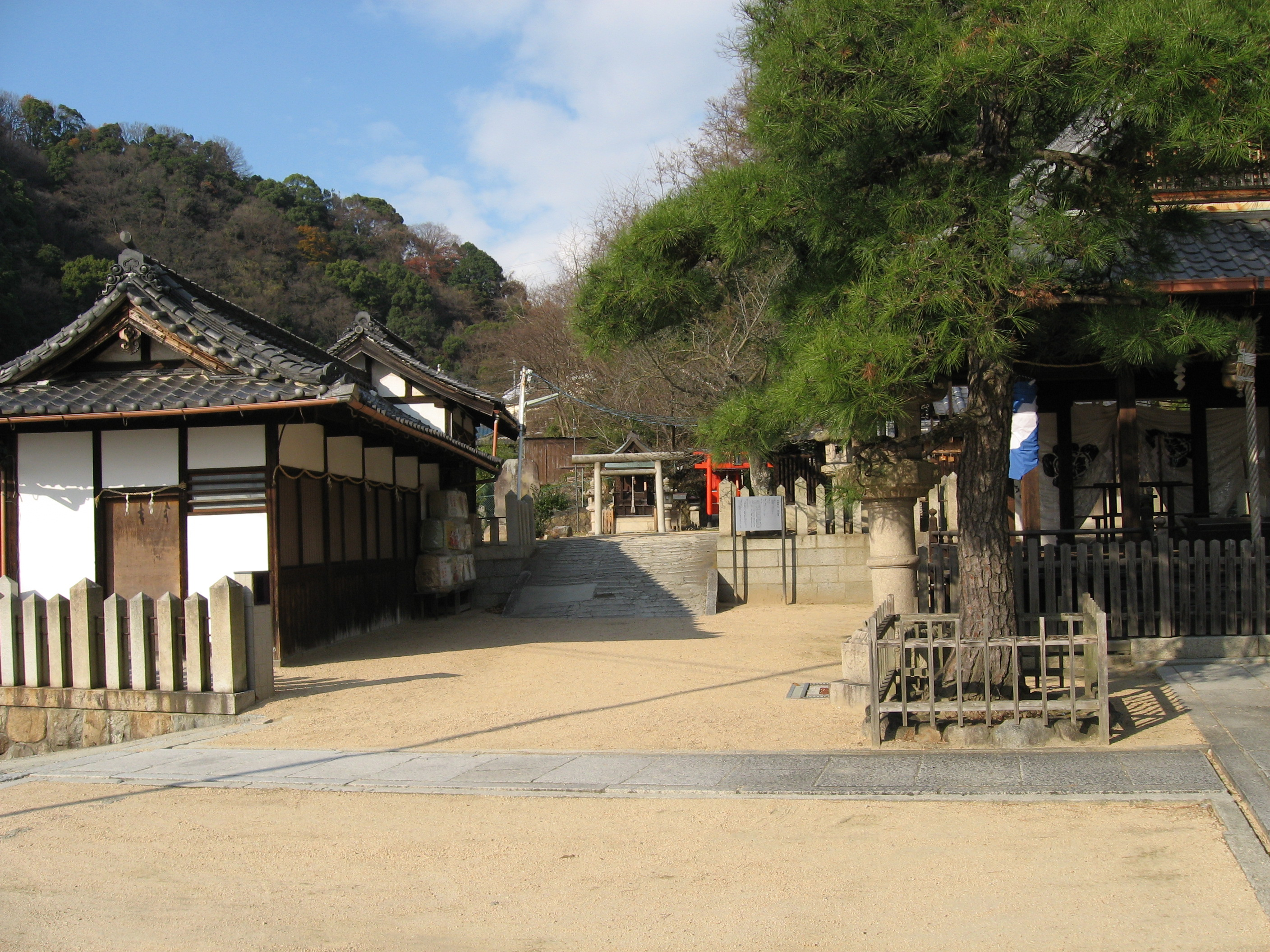
境内

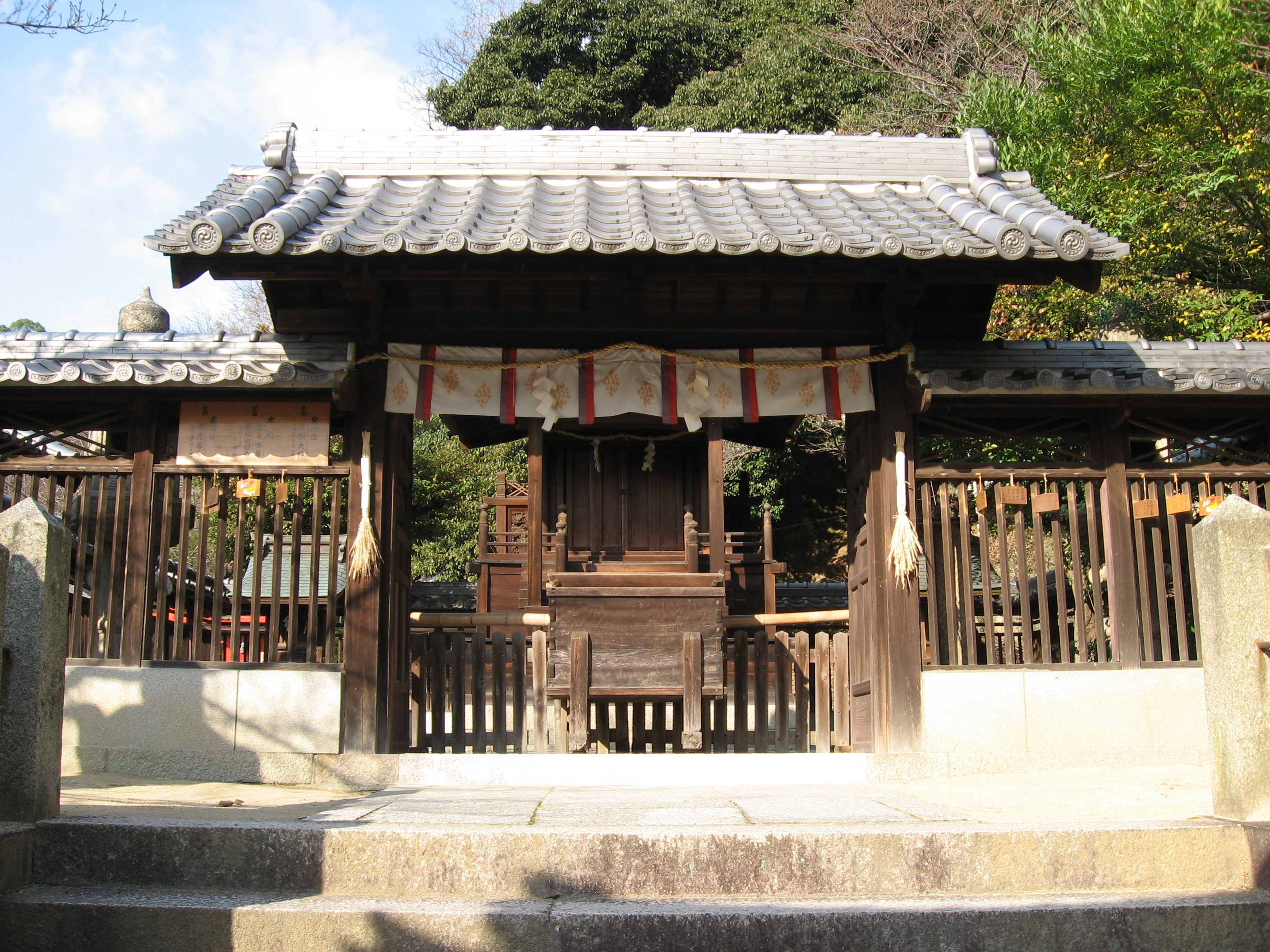
中門。奥に本殿が見える。

祇園神社（ぎおんじんじゃ）は、神戸市兵庫区上祇園町にある神社。
大倉山公園の北に位置する祇園山中腹に鎮座し、境内までは88段の急な石段が続く。地元では「平野の祇園さん」と呼び習わされ水難除け・疫病退散・厄除け・大願成就に神徳があるとされている。毎年7月に8日間にわたって行われる夏祭りには多数の参詣客が訪れる。

## 祭神
- 素戔嗚尊
- 櫛稲田姫命

明治の神仏分離令以前は素戔嗚尊は牛頭天王と同一視されていた。周囲には牛頭天王に起源を持つと思われる天王川、天王橋、天王谷、天王温泉などの地名が残る。

## 縁起
869年（貞観11年）、京で鴨川が氾濫し疫病が蔓延したとき、行疫神として名高い素戔嗚尊を姫路の広峯神社より北白川瓜生山の東光寺に勧請することとなった。その時、広峯社の神輿が平野の地で一泊した地に社殿を建て、分霊を崇め奉ったところが祇園神社創建の由来とされている。素戔嗚尊は仏教で祇園精舎の守護神とされている牛頭天王と同一視されたため、祇園神社はまた天王社とも呼ばれた。広峯社から東光寺に勧請された牛頭天王の分霊は、のちに八坂の地に遷宮され「祇園感神院」（現在の八坂神社）となった。ただし現在、八坂神社は広峯社を祇園神の本社とする主張を否定している。

## 護符
- 蘇民将来のこより守り
- 蘇民将来のちまき守り
- 蘇民将来の木製六角のこけし型守り

蘇民将来は祇園信仰と深い関わりがある護符（お守り）で、八坂神社や信濃国分寺など祇園信仰と関係が深い寺社で頒布されている。護符には「蘇民将来子孫也」などの文言が記されており邪鬼退散・疫病除けに霊験があるといわれる。

## 例祭
6月7日を例祭とするほか、7月13日～20日は夏祭り（祇園まつり）が開かれ、多くの夜店が境内の内外に並ぶ。

## 末社
皇大社
祭神は天照大神。10月17日が例祭。
春日社
天児屋命（春日三神）を祭る。3月13日が例祭。
以上、二社は本殿とともに玉垣内に祭られている。
市杵島姫社
市杵島姫命は弁才天と同一視される女神。6月17日が例祭。
白玉稲荷社
稲荷神を祭る。4月1日が例祭。
猿田彦社
道祖神・庚申講と関係が深い猿田彦大神を祭る。10月11日が例祭。
烏原神社（からすわらじんじゃ）
祭神は応神天皇、市杵嶋媛命、天児屋根命、稲荷大神。石井川上流の烏原村にあった社が1905年（明治38年）の貯水用ダム（烏原水源地）によって水没したため、氷室村へ遷座するも1945年（昭和20年）の神戸大空襲で被災し、1995年（平成7年）の阪神・淡路大震災で石造の鳥居なども倒壊したため2006年（平成18年）に祇園神社境内に移された。例祭は11月15日。
以上の末社の他、「一願石」と呼ばれる霊石が玉垣に囲まれて祭られている。

## 所在地
兵庫県神戸市兵庫区上祇園町12-1

## 交通アクセス
- 三宮駅から神戸市営バス7系統に乗り、バス停「平野」下車